# 투시뛰는쥐
투시뛰는쥐 또는 투시저보아(Allactaga toussi)는 뛰는쥐과에 속하는 설치류의 일종이다. 이란의 토착종이다.

## 특징
작은 크기의 설치류로 몸길이는 평균 109.4±7.9mm이고, 꼬리 길이는 177.5±6.6mm이다. 발 길이는 52~54mm, 귀 길이는 35~39mm이며 몸무게는 52.5~74.3g이다.